# Elecciones de la Administración Central Tibetana de 2016
Las elecciones para seleccionar al Sikyong o Kalon Tripa (primer ministro) de la Administración Central Tibetana (el gobierno tibetano en el exilio) se realizan el 20 de marzo de 2016 y podrán votar en ellas todos los tibetanos mayores de 18 que estén registrados para el efecto. También se escogen a los 43 miembros del Parlamento Tibetano en el Exilio con representantes de las tres regiones históricas de Tíbet, las cuatro escuelas del budismo tibetano, la tradición autóctona chamanista Bön y representantes de la diáspora en Europa, América, Asia y Oceanía incluyendo países como Estados Unidos, Canadá, Rusia, Japón, Taiwán, Australia y Latinoamérica. Estas serán las cuartas elecciones que realizan los tibetanos en el exterior para elegir al líder de la diáspora.
El 18 de octubre de 2015 se realizaron elecciones de primer grado tras las cuales los candidatos debían obtener al menos el 33% de los votos para poder pasar a la segunda y definitiva ronda.
Entre los candidatos que participaron están el incumbente Lobsang Sangay, abogado experto en Derechos Humanos nacido en India y radicado en Estados Unidos quien fue elegido en los comicios previos. Penpa Tsering, presidente del Parlamento Tibetano en el Exilio, Tashi Wangdu, presidente de la Federación de Cooperativas Tibetanas de India y Lukar Jam, expreso político chino que escapó de China y único de los candidatos que promueve la independencia plena de Tíbet, a diferencia de sus rivales.
El Partido Nacional Democrático de Tíbet, considerado por muchos el único partido político “real” del exilio tibetano, respaldó la candidatura de Sangay así como de Penpa Tsering para presidente del Parlamento, esto a pesar de que el PND es un partido independentista que busca la independencia de Tíbet mientras que tantgo Sangay como Tseging se adhieren a la doctrina del “camino medio” sostenida por el dalái lama de buscar autonomía de Tíbet dentro de la República Popular China similar a la que tiene Hong Kong.
El 4 de diciembre de 2015, los resultados de las primarias para la elección del primer ministro tibetano fueron anunciados por la Comisión Electoral. El primer ministro titular Lobsang Sangay se acredita con 30,508 votos, seguido por el presidente del Parlamento tibetano Penpa Tsering con 10732, Lukar Jam obtiene 2557, Tashi Wangdu 1880 y el independiente Tashi Topgyal 38. Lobsang Sangay obtuvo una puntuación más alta que la primaria de 2010 (22 489). A consecuencia las elecciones de segunda ronda del 20 de marzo se realizaron entre Penpa Tsering y Lobsang Sangay.
El presidente de la comisión electoral Sonam Chomphel Sosur anunció que la comisión había registrado 88,326 votantes, incluyendo 47.102 para la elección del primer ministro y 46.890 para la elección del Parlamento. Los resultados de la segunda ronda serán publicados en abril. Sangay vence a Tsering en la segunda ronda obteniendo 57% de los votos.